# Edward Ścigała
Edward Konrad Ścigała (ur. 20 lutego 1926 w Piekarach Śląskich, zm. 28 stycznia 1990 tamże) – sztangista, trener, olimpijczyk z Helsinek 1952.

## Życiorys

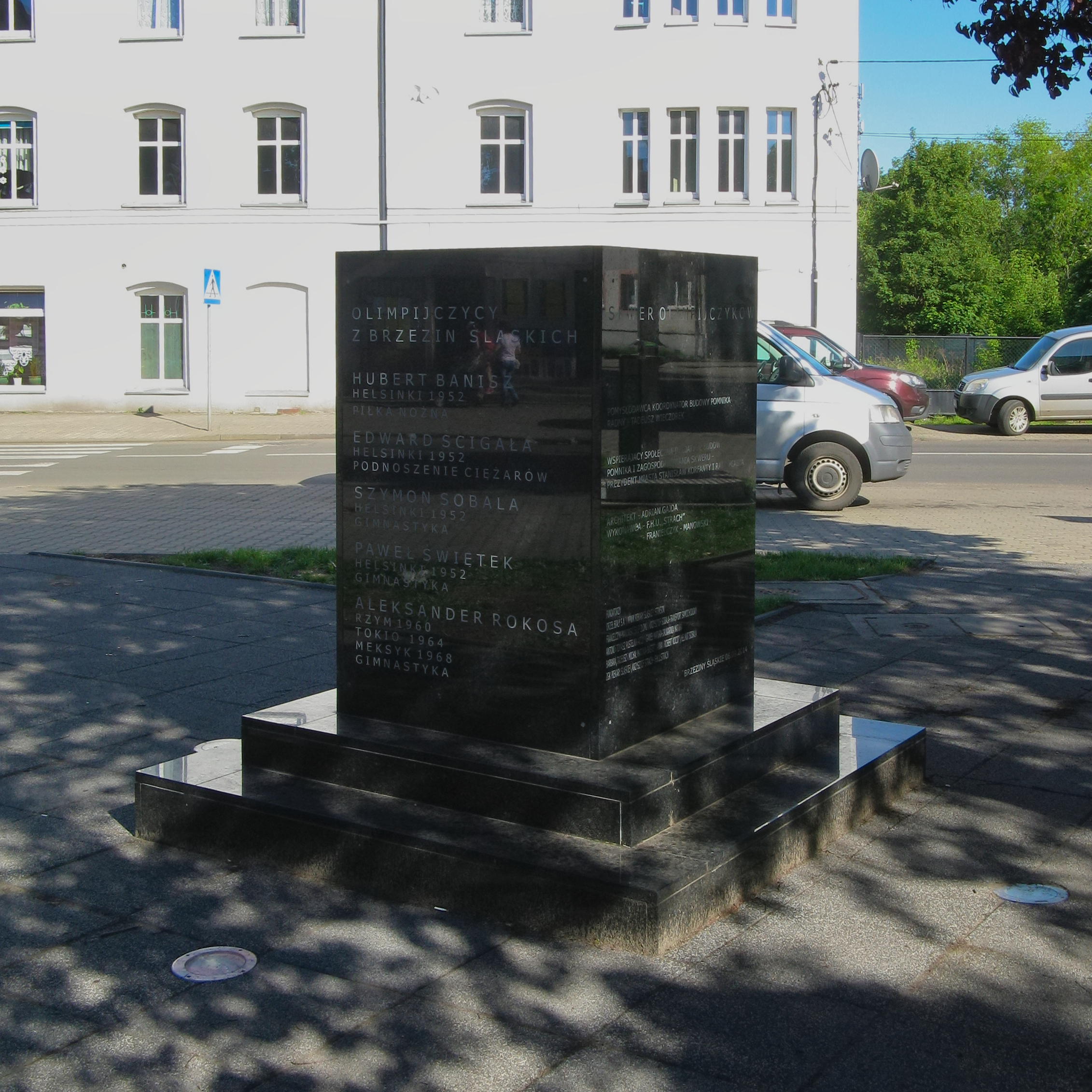
Pomnik olimpijczyków z Brzezin Śląskich w Piekarach Śląskich, upamiętniający m.in. Edwarda Ścigałę (2018)

Jeden z pierwszych zawodników uprawiających w Polsce podnoszenie ciężarów. Mistrz Polski (1950, 1951) i wicemistrz (1949) w kategorii lekkiej (67,5 kg).
Na igrzyskach olimpijskich startując w kategorii lekkiej zajął 21. miejsce. Po zakończeniu kariery zawodniczej był trenerem.
Był zawodnikiem Stali Brzeziny.